# Regnbågskoalitionen
Regnbågskoalitionen, också känd som Concertación (spanska: Concertación de Partidos por la Democracia), är en valallians i Chile ursprungligen grundad år 1988 för att ena oppositionen mot diktatorn Augusto Pinochets försök att behålla makten genom en folkomröstning.
I dag består alliansen av fyra politiska partier och var i regeringsställning mellan 1990 och 2010 och därefter är den en av två huvudsakliga politiska block i den chilenska politiken, det andra är det till militärjuntan anknutna högerblocket Coalición por el Cambio som satt i regeringsställning mellan 2010 och 2014. Concertación, under ledning av presidenten Michelle Bachelet innehar återigen regeringsmakten sedan mars 2014,.under nytt koalitionsnamn: Ny majoritet för Chile (som inkluderade  koncertationen plus Chiles kommunistiska parti), fram till 2018.
Koncertationen som en koalition löstes upp 2010 efter Sebastián Piñeras triumf som republikens nya president.

## Medlemspartier
- Kristdemokratiska partiet
- Chiles socialistiska parti
- Partiet för demokrati
- Radikala socialdemokratiska partiet